# Ginástica rítmica do Brasil
A ginástica rítmica no Brasil foi introduzida no Brasil na década de 1960 por meio da Professora Ilona Peuker, uma imigrante húngara radicada no Brasil desde década de 1950. Teve várias denominações ao longo dos anos: foi chamada de ginástica moderna, ginástica rítmica moderna e ginástica feminina moderna. Depois, por decisão da Federação Internacional de Ginástica, passou à denominação de ginástica rítmica desportiva e, finalmente, ginástica rítmica.
Atualmente, o esporte é organizado no Brasil por meio da Confederação Brasileira de Ginástica. O país ocupa papel de destaque no cenário internacional com medalhas conquistadas em competições como Jogos Sul-Americanos, Jogos Pan-Americanos, Copa do Mundo de Ginástica Rítmica e Gymnasíada, e acumula diversas participações em campeonatos mundiais da modalidade e nos Jogos Olímpicos.

## Origens
Na década de 1960, a ginástica estava vinculada à Confederação Brasileira de Desportos, através de um Conselho de Ginástica, assim como as demais atividades esportivas. Uma das conselheiras era a Professora Ilona  Peuker, que passou a dirigir a então denominada ginástica feminina moderna. A primeira equipe competitiva de ginástica rítmica no Brasil foi chamada Grupo Unido de Ginastas (GUG), criada pela Professora Ilona Peuker. Outro grupo expressivo para a época foi desenvolvido em Minas Gerais, o GRUGIM, Grupo de Ginástica de Minas Gerais, sob a direção da Professora Terezinha Ribeiro Bonfim. Somente foi possível a realização do primeiro Campeonato Brasileiro da modalidade quando a Professora Ilona foi orientada a ceder parte de suas atletas para o antigo Estado da Guanabara, o que possibilitou, com três federações (Rio de Janeiro, Minas Gerais e Guanabara), a realização do primeiro Campeonato Brasileiro de Ginástica Rítmica, em 1971. A primeira campeã brasileira no individual geral foi Geísa Bernardes. O segundo campeonato brasileiro da modalidade foi realizado novamente apenas em 1974, e a campeã no individual geral foi Maria Inês Machado.

## Competições internacionais

### Jogos Olímpicos
O Brasil participou da estreia olímpica da ginástica rítmica em 1984, nos Jogos Olímpicos de Los Angeles, com a ginasta Rosana Favilla. Em 1992, nos Jogos Olímpicos de Barcelona, Marta Schonhorst conseguiu a 41ª colocação entre as 43 ginastas que disputaram o evento. Em 2000, nos Jogos Olímpicos de Sydney, o conjunto brasileiro conseguiu o seu melhor resultado em uma Olimpíada, ficando em oitavo lugar. Em 2004, nos Jogos Olímpicos de Atenas, o conjunto nacional se classificou à final e também terminou em oitavo lugar. Nos Jogos Olímpicos de Verão de 2016 a ginasta Natália Gaudio alcançou a melhor posição histórica para uma ginasta individual brasileira, o 23º lugar.

### Campeonatos mundiais
A primeira participação brasileira em um campeonato mundial da modalidade foi em 1971. A ginasta Deise Barros foi a principal representante do país naquele ano. No Campeonato Mundial de 1975 as ginastas brasileiras conquistaram aquelas que perduram, até 2020, como as melhores posições do país no evento: 16ª posição no individual geral para Ines Oliveira e 7º posição na competição geral de conjuntos. Naquele ano, no entanto, as principais potências da época como União Soviética, Bulgária e Checoslováquia, não participaram da competição. As melhores posições alcançadas posteriormente, em campeonatos mundiais com participação de todos os principais países da modalidade, foram o 8º lugar na competição geral de conjuntos no Campeonato Mundial de 2002 e o 31º lugar no individual geral para Bárbara Domingos no Campeonato Mundial de 2019.

### Copas do Mundo de Ginástica Rítmica
O Brasil é o único país da América Latina e América do Sul a conquistar uma medalha em uma etapa da Copa do Mundo de Ginástica Rítmica, obtida em 2013, na etapa de Minsk, na Bielorrússia.

### Campeonato dos Quatro Continentes
O Campeonato dos Quatro Continentes foi uma competição oficial criada pela Federação Internacional de Ginástica e disputado entre 1978 e 2001. Ginastas brasileiras conquistaram medalhas nas edições de 1978, 1980 e 2001. As edições de 1980 e 2001 foram realizadas no Brasil; a primeira na cidade do Rio de Janeiro e a segunda em Curitiba.

### Jogos Pan-Americanos
A estreia da modalidade em Jogos Pan-Americanos ocorreu em 1987, apenas com a participação de ginastas individuais. Naquele ano, as ginastas brasileiras não conquistaram medalhas. Na edição seguinte, em 1991, os conjuntos passaram a se apresentar e as ginastas brasileiras conquistaram a primeira medalha na história da competição. Em 1995 o conjunto foi o responsável novamente por trazer uma medalha; esta, aliás, foi a única medalha conquistada pela ginástica brasileira, já que a ginástica artística não conquistou medalhas na edição daquele ano. Em 1999, a equipe brasileira que conquistou a primeira medalha de ouro na história da competição era formada apenas por ginastas da Universidade do Norte do Paraná (UNOPAR).. A instituição é considerada o berço e maior centro de treinamento de ginástica rítmica no país.
A edição dos Ginástica nos Jogos Pan-Americanos de 2003, em Santo Domingo, representou a participação mais vitoriosa do Brasil na modalidade até então, quando o país conseguiu três medalhas de ouro e uma medalha de bronze. Pela primeira vez, uma ginasta individual conquistou uma medalha -- Tayanne Mantovaneli, que obteve o bronze no aparelho maças. As ginastas brasileiras realizaram campanha similar àquela de Santo Domingo no ano de 2007, nos Jogos Pan-Americanos realizados na cidade do Rio de Janeiro. Mais uma vez, o país obteve três medalhas de ouro e uma medalha de bronze. Em número total de medalhas, a melhor campanha brasileira aconteceu nos Jogos Pan-Americanos de 2011 com sete conquistas: três medalhas de ouro, uma de prata e três de bronze. Aqui, destaca-se a participação da ginasta Angélica Kvieczynski, responsável por quatro das sete medalhas. 
Em 2015, novamente os destaques foram o conjunto, com duas medalhas de ouro e uma de prata, e Angélica Kvieczynski, que conquistou duas medalhas de bronze. A edição de 2019 foi a primeira vez em que todas as competidoras brasileiras conquistaram uma medalha. O conjunto conquistou uma medalha de ouro e duas de bronze, enquanto as ginastas Natália Gaudio e Bárbara Domingos conquistaram, respectivamente, o bronze no individual geral e a prata na fita. Entre 1991 e 2019, o conjunto brasileiro obteve medalhas em todas as provas disputadas nos Jogos Pan-Americanos, somando 13 medalhas de ouro, 2 de prata e 3 de bronze. 